# Selección de netball de Inglaterra
La selección de netball de Inglaterra representa a Inglaterra en la competición internacional de netball. Inglaterra ganó una medalla de plata y varias medallas de bronce en la Campeonato Mundial de Netball y ganó una medalla de oro en los Juegos de la Mancomunidad.

## Historia
El equipo nacional de baloncesto de Inglaterra se estableció en 1963, antes del Campeonato Mundial de Netball inaugural celebrado en Eastbourne ese año. Inglaterra ha aparecido en todos los Campeonatos del Mundo (desde entonces se renombró como Copa del Mundo) y, más recientemente, el equipo compitió en la Campeonato Mundial de Netball de 2019, terminando tercero. Su puesto más alto en un Campeonato del Mundo fue el segundo en 1975. Han ganado dos veces la Serie Mundial de Netball, un torneo con reglas experimentales diseñadas para acelerar el juego. Su mejor resultado en un torneo importante es una medalla de oro en los Juegos de la Mancomunidad de 2018.
Aunque el netball internacional estuvo históricamente dominado por Australia y Nueva Zelanda, en los últimos años Inglaterra ha registrado varias victorias impresionantes sobre Australia, Nueva Zelanda y Jamaica, lo que indica su creciente competitividad frente a otras naciones de élite. Este desarrollo se demostró en el segundo lugar del equipo en la Quad Series 2018, donde perdieron ante Australia por un estrecho margen. La rápida mejora de Inglaterra se produjo bajo la tutela de la entonces entrenadora Tracey Neville, quien fue nombrada permanentemente para el cargo en septiembre de 2015. El equipo ganó su primera medalla de oro en los Juegos de la Commonwealthen una victoria histórica sobre Australia en abril de 2018 y varios meses después ascendió al segundo lugar en el Ranking Mundial INF. Después de una estrecha derrota en semifinales y una medalla de bronce en la Copa del Mundo de 2019 en Liverpool, Neville se retiró del puesto. Fue reemplazada como entrenadora por Jess Thirlby, quien representó a Inglaterra durante su carrera como jugadora y entrenó a selecciones nacionales menores de edad y al Team Bath en la Superliga.
Las actuales co-capitanes del equipo son Serena Guthrie y Laura Malcolm.

## Participaciones

### Campeonato Mundial de Netball
| Año   | Pos.              |
| ----- | ----------------- |
| 1963  | Medalla de bronce |
| 1967  | 4°                |
| 1971  | Medalla de bronce |
| 1975  | Medalla de plata  |
| 1979  | 4°                |
| 1983  | 4°                |
| 1987  | 4°                |
| 1991  | 4°                |
| 1995  | 4°                |
| 1999  | Medalla de bronce |
| 2003  | 4°                |
| 2007  | 4°                |
| 2011  | Medalla de bronce |
| 2015  | Medalla de bronce |
| 2019  | Medalla de bronce |
| 2023  | Por determinar    |
| Total | 15/15             |

### Juegos de la Mancomunidad
| Año   | Pos.              |
| ----- | ----------------- |
| 1998  | Medalla de bronce |
| 2002  | 4°                |
| 2006  | Medalla de bronce |
| 2010  | Medalla de bronce |
| 2014  | 4°                |
| 2018  | Medalla de oro    |
| 2022  | Por determinar    |
| Total | 6/6               |

### World Netball Series
| Año   | Pos.              |
| ----- | ----------------- |
| 2009  | 4°                |
| 2010  | Medalla de plata  |
| 2011  | Medalla de oro    |
| 2012  | Medalla de plata  |
| 2013  | 6°                |
| 2014  | Medalla de bronce |
| 2016  | 4°                |
| 2017  | Medalla de oro    |
| 2018  | 5°                |
| Total | 9/9               |

### Netball Quad Series
| Año                 | Pos.              |
| ------------------- | ----------------- |
| / 2016              | Medalla de bronce |
| / 2017 (febrero)    | Medalla de bronce |
| / 2017 (septiembre) | Medalla de bronce |
| / 2018 (enero)      | Medalla de plata  |
| / 2018 (septiembre) | Medalla de plata  |
| 2019                | Medalla de plata  |
| Total               | 6/6               |

## Jugadores

### Equipo actual
| Nombre                 | Pos.       | Fecha de nacimiento      | Altura          | Club               | Pdos. |
| George Fisher          | GA, GS     | 30 de septiembre de 1998 | 1,88 m (6′ 2″)  | Saracens Mavericks | 12    |
| Eleanor Cardwell       | GA, GS     | 11 de noviembre de 1994  | 1,86 m (6′ 1″)  | Manchester Thunder | 27    |
| Kadeen Corbin          | GS, GA     | 21 de noviembre de 1991  | 1,77 m (5′ 10″) | Saracens Mavericks | 70    |
| Sophie Drakeford-Lewis | GA, WA     | 10 de diciembre de 1998  | 1,79 m (5′ 10″) | Team Bath          | 2     |
| Jade Clarke            | C, WD,     | 17 de octubre de 1983    | 1,74 m (5′ 9″)  | Wasps Netball      | 176   |
| Laura Malcolm (cc)     | C, WD, WA  | 20 de mayo de 1991       | 1,75 m (5′ 9″)  | Manchester Thunder | 28    |
| Razia Quashie          | GK, GD     | 16 de septiembre de 1997 | 1,83 m (6′ 0″)  | Saracens Mavericks | 12    |
| Francesca Williams     | GD, WD     | 23 de diciembre de 1997  | 1,88 m (6′ 2″)  | Wasps Netball      | 13    |
| Amy Carter             | C, WD      | 28 de octubre de 1998    | 1,76 m (5′ 9″)  | Manchester Thunder | 4     |
| Yasmin Parsons         | C, WA      | 13 de julio de 1993      | 1,70 m (5′ 7″)  | Surrey Storm       | 3     |
| Serena Guthrie (cc)    | C, WD      | 5 de noviembre de 1990   | 1,80 m (5′ 11″) | Team Bath          | 100   |
| Gabriella Marshall     | C, WA      |                          | –               | TBC                | 6     |
| Imogen Allison         | C, WD      |                          | –               | TBC                | 0     |
| Vicki Oyesola          | GD, WD     |                          | –               | TBC                | 4     |
| Jodie Gibson           | GD, WD     | 30 de octubre de 1992    | 1,78 m (5′ 10″) | Severn Stars       | 25    |
| Halimat Adio           | GD, GK, WD |                          | –               | TBC                | 3     |

## Proveedores de kits
Nike suministra actualmente los kits y las gamas fuera de la cancha de Inglaterra. La marca deportiva mundial anunció un acuerdo de varios años con England Netball, el equipo nacional y los 3.000 clubes de la organización en todo el país en 2018. Antes del anuncio de Nike, BLK proporcionó los kits de Roses.